# Synagoga v Lomnici
Synagoga v Lomnici je nemovitá kulturní památka České republiky, jež se nachází na Židovském náměstí v bývalé židovské čtvrti městysu Lomnice.

## Historie
Židovská obec v Lomnici byla založena krátce po roce 1700 hrabětem Antonínem Amatem. Jako pro každou náboženskou komunitu bylo i pro tu židovskou nutností mít svou vlastní modlitebnu, proto byla brzy zřízena dřevěná synagoga. Tato dřevěná budova ale s rozrůstající se obcí a emancipaci Židů v souvislosti s Josefínskými reformami přestala dostačovat, a proto židovská rada dne 16. srpna 1791 schválila stavbu nové synagogy. Stavba byla dokončena roku 1794 a za účasti rychtáře Isaka Wollnera slavnostně otevřena.
Nová budova byla postavena v konzervativním pozdně barokním stylu, i když Evropu touto dobou ovládaly styl i ideály klasicismu.
Synagoga byla ve vlastnictví lomnických Židů až do doby nacistické okupace, kdy byli Židé z Lomnice odvezeni do koncentračních táborů, ze kterých se zpět do Lomnice už žádný z nich nevrátil.
Během tohoto období byla využívána jako sklad.
Nezájem o budovu během nacistického a komunistického režimu zanechal stavbu ve špatném stavu. To bylo napraveno v roce 1997, kdy byla synagoga zrekonstruována a otevřena pro kulturní účely obce, což zahrnuje nejrůznější výstavy a malé koncerty.
K židovské obci náleží také nedaleký židovský hřbitov, pocházející z 18. století.